# Fausto Otazu
Fausto María de Otazu Balenzegui (Vitoria, 18 de septiembre de 1789 – 11 de diciembre de 1869) fue alcalde constitucional de Vitoria en 1821. Teniente del Diputado general de Álava en 1826-29, y asimismo Comisario en Corte (1828). Representó a Álava en las Cortes, como Procurador (1834-35). Nombrado Padre de la Provincia en las Juntas Generales de 1839 fue Comisionado por Álava para la negociación de la modificación de los Fueros con el Gobierno (1840-41) y senador por la provincia de Álava 1837-1838, 1838-1839.

## Biografía

### Familia, estudios y primeros cargos públicos
Hijo de Saturnino Otazu Salamanca Moyúa y Ruiz del Castillo, natural de Briviesca (Burgos), maestrante de Ronda, y de María Águeda Balencegui Araoz Lazarraga Dávalos, natural de Segura (Guipúzcoa). Al igual que su padre, Fausto también fue caballero de la Real Maestranza de Caballería de Ronda. Estudió Leyes en la Universidad de Valladolid, pero a raíz de la guerra desatada por la ocupación de las tropas napoleónicas en 1808, abandonó los estudios. Soltero e hipocondríaco, durante el verano, para aliviar sus dolores, recibía baños de mar con impacto de las olas en la cabeza. Viajó por países europeos (Francia, Bélgica, Inglaterra, Prusia). Residía de forma itinerante por las casas de su propiedad en el País Vasco. Entre 1834 y 1842 vivió en Madrid y frecuentaba las tertulias del conde de Salazar que eran organizadas por la marquesa de Montehermoso casada con el conde de Ezpeleta de Veire. Fausto Otazu era una de las mayores fortunas de Álava con bienes raíces en Álava, Guipúzcoa y Navarra. Ocupó diversos cargos públicos en su ciudad natal tal y como correspondía a su rango social. Así, en 1817 fue regidor de Vitoria. El 5 de marzo de 1817 se le concedió el título de natural de Navarra porque heredó el privilegio de llamamiento a Cortes de Navarra por el estamento nobiliario y se le reconoció la residencia en Viana. El 4 de mayo de 1817, la Junta General de Álava se reunió en su casa palacio de Zurbano. En las Juntas de 1818 fue procurador general en representación de la hermandad de Vitoria.

### Trienio Liberal
En 1821 fue alcalde constitucional de Vitoria, el 11 de julio de 1821 presidió la Junta de Comercio de la ciudad y el 10 de junio de 1822 ocupó el cargo de vocal de la Diputación provincial de Álava. Durante el Trienio Liberal manifestó una actitud liberal moderada o equilibrada frente a los liberales exaltados aunque combatió la insurgéncia armada de los realistas.

### Década ominosa, de perseguido a Teniente de Diputado General
Las tropas del duque de Angulema, los llamados Cien Mil Hijos de San Luis, entraron en España el 7 de abril de 1823 y fueron progresando hacia el sur llegando a Madrid el 23 de mayo. Los liberales, con Fernando VII como rehén, se refugiaron primero en Sevilla y luego en Cádiz, donde terminaron por rendirse el 1 de octubre. Ante este panorama y en ese contexto histórico no existe unanimidad entre los investigadores sobre el posicionamiento que acabó tomando Fausto de Otazu o si, por el contrario, fue forzado por las circunstancias. Ciertamente, en su necrológica (1869) se afirma que sufrió la consiguiente persecución política por los cargos que ocupó durante el Trienio y sus ideas liberales. Probablemente esta persecución fue el motivo de su traslado a San Sebastián donde procuró pasar desapercibido. El historiador Joseba Agirreazkuenga asegura que a partir de 1826 recuperó el protagonismo político, como se manifiesta en su intervención en las Juntas Generales, en la ostentación del cargo de teniente de diputado de la provincia, cuando el patricio Valentín de Verastegui ejercía de diputado general de Álava, y los consiguientes compromisos de gestión de las instituciones alavesas que le encomendaron. En 1828 fue nombrado por la Diputación comisionado en Corte y representante ante el rey Fernando VII durante su visita a las provincias vascas.

### Alcalde de Vitoria
En 1831 rehusó la alcaldía de Vitoria aduciendo una vez más motivos de salud aunque al parecer estaba sano, pasando una temporada en San Sebastián. Al fin, le conminaron a regresar a Vitoria y juró su cargo. Durante la guerra civil carlista se refugió en Madrid y fue comisionado en Corte por Álava y dirigió una copiosa correspondencia dirigida al diputado general, Íñigo Ortés de Velasco, que trasluce el pensamiento político y la capacidad de juicio y análisis sobre la coyuntura política y en particular desde 1840, sobre la actualización de la constitución foral en términos liberales. La correspondencia citada, a la que nos vamos a referir en el siguiente párrafo, está recogida en el libro Fausto de Otazu a Iñigo Ortés de Velasco: cartas 1834-1841.

### Primer documento del Liberalismo Fuerista
Fue uno de los políticos e ideólogos que en 1834 formuló la defensa del fuerismo o régimen foral de autogobierno del País Vasco desde los principios del liberalismo constitucional. Defendió, desde un prisma liberal, la conservación política y económica del régimen foral. Junto al consultor Blas Domingo López e Íñigo Ortés de Velasco defendieron desde 1834 la coexistencia y compatibilidad del régimen foral y el nuevo régimen liberal constitucional español. La alternativa que defendieron en su escrito del 8 de mayo de 1834, Apuntes sobre el modo de conciliar la convocación de las Provincias de Vizcaya, Guipúzcoa y Álava a las Cortes generales del reyno, con la conservación de las especiales instituciones administrativas, de forma que los procuradores en Madrid fueran representantes electos de las Juntas Generales, puede considerarse como el momento fundacional en términos doctrinarios y políticos de una nueva tendencia política, la del liberalismo fuerista. Cabe decir que en el libro del historiador Joseba Agirreazkuenaga Euskal herritarren burujabetza (Irún, Alberdania, 2012, p. 96, nota 33) este texto se lo atribuye a Fausto Otazu por Álava, Casimiro Loizaga por Vizcaya y Juan Esteban Izaga y el Conde de Monterrón por Guipúzcoa, si bien Otazu le puso el título. Este documento se encuentra en la correspondencia entre Otazu y Ortés de Velasco (Fausto de Otazu e Íñigo Ortés de Velasco. Cartas 1834-1841, op.cit., pp. 362-363).

### Procurador, senador, padre de Provincia
Durante la primera guerra carlista se refugió en Madrid y fue procurador a Cortes desde 1834 a 1835. En 1837 resultó elegido para el cargo de diputado general, pero no llegó a jurar el cargo y poco después fueron abolidas las instituciones forales y sustituidas por la Diputación provincial. El 22 de diciembre de 1837 fue propuesto para senador con 451 votos, junto a Íñigo Ortés de Velasco, que obtuvo 471 votos, y Manuel Aranguren, conde de Monterrón, con 412 votos. Por real decreto de 4 de enero de 1838, la reina gobernadora, oído el Consejo de ministros, le nombró senador por la provincia de Álava. En 1839, restablecidas las Juntas Generales, fue nombrado “padre de provincia”.

### Comisionado de Álava en Corte
En la actividad relacionada con la política provincial, la actuación más importante de Fausto Otazu fue la de comisionado de las Juntas Generales para la negociación de la adaptación del régimen foral de acuerdo con la ley del 25 de octubre de 1839. Fausto Otazu se hallaba en París el 25 de enero de 1840 cuando recibió el oficio de nombramiento de las Juntas Generales de Álava como comisionado ante el gobierno, junto a Pedro Egaña y Blas Domingo López, en la negociación sobre la modificación del régimen foral para conciliarlo con el marco constitucional español según establecía la ley del 25 de octubre de 1839. Fausto Otazu llegó a Madrid el 4 de mayo y la correspondencia que dirigió a Ortés de Velasco hasta el 3 de abril de 1841 permite el exacto conocimiento de los avatares que siguió la negociación para modificar el régimen foral y compatibilizarlo con el constitucional de la monarquía. Los comisionados alaveses junto con el diputado a Cortes por Guipúzcoa, Valentín Olano, redactaron un “borrador de proyecto de ley para resolver la llamada cuestión foral” con el fin de conservar el régimen foral en su integridad. Los comisionados de Álava, Vizcaya y Guipúzcoa lograron una gran sintonía y consenso respecto a los objetivos y la estrategia de la nueva ley de modificación foral. Sin embargo, los comisionados navarros limitaban la continuidad del régimen foral a la esfera económico-fiscal-administrativa. Pese a las sucesivas reuniones con los navarros no se logró la formación de un frente foral común.

### Últimas actuaciones en Juntas Generales
Desde 1841 su intervención política se redujo, sin embargo participó activamente en las comisiones y demás encargos de las Juntas Generales. De este modo, intervino a favor de la formación del tercio alavés para su envío a la guerra de África en 1860 y la consecución de la sede episcopal en 1862, las juntas de instrucción pública y la granja modelo. No ostentaba ninguna cruz, ninguna distinción ni gracia alguna, excepto la de “padre de provincia”.